# Йонас Фольгер
Йонас Фольгер (нім. Jonas Folger; 13 серпня 1993, Мюльдорф, Німеччина) — німецький мотогонщик, учасник чемпіонату світу шосейно-кільцевих мотогонок MotoGP, переможець кількох Гран-Прі. У сезоні 2016 виступає в класі Moto2 за команду «Dynavolt Intact GP» під номером 94.

## Кар'єра

### Дитинство
Йонас вперше сів за кермо мотоцикла у трирічному віці. Його першим байком став мотокросовий Malaguti 50cc, і в наступні роки він самотужки здобував перегонові навички на території навколо родинного будинку.
У шестирічному віці Фольгер пересів зі свого Malaguti на KTM, також класу 50cc, на якому узяв участь у перших перегонах. Після двох років виступів у змаганнях місцевого рівня, батьки Йонаса отримали запрошення від ADAC Südbayern запрошення для його участі у змаганнях з пошуку молодих талантів, які мали відбутись недалеко від Мюнхена і на них мало бути відібрано 4 спортсмени для участі у німецькому чемпіонаті мінібайків.
Йонас був обраний, і у віці дев'яти років він змагався з найкращими молодими гонщиками Німеччини у понад десяти раундах в категорії 50cc. Він виграв всі гонки, що зробило його чемпіоном країни та дозволило з наступного року одночасно виступати також в серії 65cc. У 2004-2005 роках йому не було рівних у чемпіонатах Німеччини з мінібайку в класах 50cc та 65cc.

### Перші міжнародні змагання
Успіхи Фольгера не залишились непоміченими і його співвітчизник Аді Штадлер (колишній гонщик та співробітник HRC) звернувся із закликом до відомого шукача талантів Альберто Пуча. Незабаром після цього Йонас запросили у Валенсію для тестування мотоциклу Honda класу 125cc, і всього лише за один день він підписав з Пучем контракт для участі у відкритому чемпіонаті Іспанії, який на той момент був найсильнішими змаганнями для молодих гонщиків, а успішні виступи у ньому давали гонщикам можливість виступати у чемпіонаті світу MotoGP.
У 2006-му, в 12-річному віці, він дебютував у змаганнях, кілька разів фінішуючи на подіумі, зайнявши в загальному заліку 3-тє місце. У 2007 році він за підсумками сезону став лише 15-им, проте вже в наступному сезоні Фольгер почав серйозну підготовку до участі у MotoGP.

### MotoGP

#### 125cc
В чемпіонаті світу з шосейно-кільцевих мотоперегонів MotoGP Йонас дебютував у сезоні 2008, узявши участь у гонці класу 125cc Гран-Прі Чеської Республіки. Вже на наступному Гран-Прі, в Сан Марино, німець фінішував 15-им, здобувши перше очко у чемпіонаті світу. Всього у сезоні Фольгер провів 6 гонок.
В сезоні 2009 він виступав у змаганнях на повноцінній основі з командою «Ongetta Team I.S.P.A.». У своєму розпорядженні він мав достатньо боєздатний мотоцикл Aprilia RSW 125, який дозволив йому закінчити сезон на високому дванадцятому місці. Найвищим результатом німця стало 2-ге місце на Гран-Прі Франції, а за підсумками сезону він став найкращим новачком року (англ. Rookie Of The Year).
На сезон 2010 Йонас залишився з командою, щоправда цього разу він отримав у своє розпорядження мотоцикл Aprilia RSA 125. На жаль, нестабільність байку не дозволила Фольгеру повторити торішні успіхи, тому на наступний сезон він перейшов до команди «Red Bull Ajo Motorsport».
Дебют сезону 2011 виявився вдалим для німця: у кожній з перших шести гонок він фінішував не нижче 6-го місця, в тому числі тричі підіймався на подіум, здобувши першу перемогу у кар'єрі (Гран-Прі Великої Британії). На жаль, через проблеми зі здоров'ям результати решти гонок сезону були гіршими, проте в загальному заліку він зумів зайняти 6-те місце.

#### Moto3
З сезону 2012 клас 125cc був замінений на Moto3. Разом із зміною правил в категорії з'явилось багато нових команд, зокрема «MZ Racing», яка і запросила Фольгера до себе. Проте, через фінансові проблеми ще до початку сезону контракт було розірвано і Йонас в екстреному порядку приєднався до «IodaRacing Project». З командою він провів 7 гонок, в яких лише 1 раз фінішував в очковій зоні, після чого перейшов до команди Хорхе Мартінеса «Mapfre Aspar Team Moto3». В ній він зміг сповна реалізувати свої можливості і вже у дебютній гонці за команду фінішував на подіумі, зайнявши 3-тє місце, а в наступній, у Чехії, зміг здобути перемогу. Всього у половині з проведених за команду 8 гонок він фінішував у призовій трійці, що дозволило закінчити сезон на 9-му місці.
В сезоні 2013 успішна співпраця Йонаса та «Mapfre Aspar Team Moto3» продовжилась. Хоч німець і не здобував перемог, проте 4 рази зміг піднятись на подіум, здобув 2 поули та 1 разу проїхав найшвидше коло. В загальному заліку він закінчив сезон на 5-му місці, яке стало його найвищим досягненням у кар'єрі.

#### Moto2
Відразу після закінчення сезону 2012 Фольгер приєднався до команди «Argiñano & Ginés Racing» для виступів з нею у класі Moto2 з наступного сезону. Щоб бути ближчим до команди він переїхав до Каталонії, в область Жирона. В дебютному сезоні у новому для себе класі німець зміг двічі піднятись на подіум. На жаль, через нестабільність результатів, він фінішував лише на 15-му місці у загальному заліку. Успішні виступи Фольгера привернули увагу інших команд, зокрема він отримав пропозицію від команди класу MotoGP «Tech 3», проте відмовився від неї і продовжив свою співпрацю з командою на наступний рік.
Початок сезону 2015 виявився для Йонаса вдалим: вже у дебютній гонці в Катарі він зумів випередити всіх конкурентів та здобути першу для себе перемогу в «середньому» класі. Проте подальші результати виявились для Фольгера різними: від 16-го місця в Америці до другої перемоги у сезоні в Іспанії, через що він зайняв лише шосте місце в загальному заліку.
На наступний сезон Йонас приєднався до німецької команди «Dynavolt Intact GP», де його партнером став чемпіон світу 2012 року в класі Moto3 Сандро Кортезі.

### Статистика виступів у MotoGP

#### В розрізі сезонів
| Сезон | Клас  | Команда                 | Мотоцикл        | Гонки | Пер | Под | ПП | НК | Очки | Місце |
| ----- | ----- | ----------------------- | --------------- | ----- | --- | --- | -- | -- | ---- | ----- |
| 2008  | 125cc | Red Bull MotoGP Academy | KTM 125 FRR     | 3     | 0   | 0   | 0  | 0  | 1    | 34    |
| 2008  | 125cc | Red Bull KTM 125        | KTM 125 FRR     | 3     | 0   | 0   | 0  | 0  | 1    | 34    |
| 2009  | 125cc | Ongetta Team I.S.P.A.   | Aprilia RSW 125 | 16    | 0   | 1   | 0  | 0  | 73   | 12    |
| 2010  | 125cc | Ongetta Team I.S.P.A.   | Aprilia RSA 125 | 15    | 0   | 0   | 0  | 0  | 69   | 14    |
| 2011  | 125cc | Red Bull Ajo Motorsport | Aprilia RSA 125 | 16    | 1   | 3   | 0  | 0  | 161  | 6     |
| 2012  | Moto3 | IodaRacing Project      | Ioda TR002      | 15    | 1   | 4   | 2  | 0  | 93   | 9     |
| 2012  | Moto3 | Mapfre Aspar Team Moto3 | Kalex KTM M32   | 15    | 1   | 4   | 2  | 0  | 93   | 9     |
| 2013  | Moto3 | Mapfre Aspar Team Moto3 | Kalex KTM M33   | 16    | 0   | 4   | 2  | 1  | 183  | 5     |
| 2014  | Moto2 | Argiñano&Ginés Racing   | Kalex Moto2     | 18    | 0   | 2   | 1  | 1  | 63   | 15    |
| 2015  | Moto2 | AGR Team                | Kalex Moto2     | 18    | 2   | 4   | 0  | 3  | 163  | 6     |
| 2016* | Moto2 | Dynavolt Intact GP      | Kalex Moto2     |       |     |     |    |    |      |       |

- Примітка: * — сезон ще не розпочався.